# Themistoclesia dependens
Themistoclesia dependens är en ljungväxtart som först beskrevs av George Bentham, och fick sitt nu gällande namn av A. C. Smith. Themistoclesia dependens ingår i släktet Themistoclesia och familjen ljungväxter. Inga underarter finns listade i Catalogue of Life.